# Pelagius I.
Pelagius I. († 3. März 561 in Rom) war Bischof von Rom vom 16. April 556 bis zu seinem Tode. Er entstammte einer römischen Adelsfamilie. Da er sich im Dreikapitelstreit – mit seinem Vorgänger Vigilius – der kaiserlichen Verurteilung der „Drei Kapitel“ angeschlossen hatte, wurde er vom westlichen Klerus abgelehnt, besonders dem oberitalienischen. Seine Einsetzung gegen den Willen des Großteils des römischen Klerus war nur durch die Hilfe der oströmischen Machthaber möglich. Man gab ihm die Schuld am Tod seines Vorgängers Vigilius. Um sich zu reinigen, musste er in der Kirche über Kreuz und Evangelium einen entsprechenden Eid leisten. Zwar gelang es ihm durch Wiederaufbauleistungen an der nach der Eroberung durch die Ostgoten darnieder liegenden Stadt die Anerkennung der Römer zu gewinnen. Die Loslösung der oberitalienischen Bistümer konnte er aber nicht verhindern.

## Aufstieg, diplomatische Aufgaben, Stellung zu Häresien
Pelagius war Sohn eines Römers. Er war möglicherweise beim römischen Vikariat beschäftigt, worauf der Titel seines Vaters uicarianus hindeuten könnte. Als Diakon begleitete Pelagius Bischof Agapit von Rom im Winter 535 auf 536 nach Konstantinopel, wo er Zeuge des Streites zwischen dem Bischof von Rom und dem Patriarchen Anthimos I. wurde. Anthimos wurde abgesetzt, da er sich in den Augen Agapits monophysitisch geäußert hatte, und statt seiner konsekrierte Agapit den Presbyter Menas. Pelagius wurde von Agapit zum Apokrisiar, zum Gesandten am oströmischen Kaiserhof erhoben. Nachdem Agapit am 22. April 536 gestorben war, nahm Pelagius am 2. bis 4. Juni an dem Konzil teil, das den abgesetzten Patriarchen verurteilte. Auch stellte sich Pelagius gegen die Rückkehr des von Kaiserin Theodora bevorzugten Silverius nach Rom, der im folgenden Jahr abgesetzt wurde.
Im selben Jahr forderte der Kaiser ihn auf, an der Auswahl des neuen Bischofs von Alexandria teilzunehmen. Als jedoch dieser Paulus in Gaza exiliert wurde, da er unfähig war, in Ägypten zu herrschen, schickte Kaiser Justinian Pelagius nach Palästina, um dort den Nachfolger Zoilus durchzusetzen. Auch spielte er eine wesentliche Rolle bei der Verurteilung des Origenes. Das Edikt gegen ihn wurde 543 an alle Patriarchate verschickt. Als Justinian das Edikt gegen die Drei Kapitel zwischen 545 und 546 öffentlich machte, war Pelagius nicht mehr Apokrisiar. Er sammelte Argumente gegen die Verurteilung der Drei Kapitel. 

Die Kriege zwischen Ostrom und den Ostgoten

Bei den Verhandlungen mit den Ostgoten spielte er bereits eine wesentliche Rolle, doch konnte er die Plünderung nicht verhindern. Deren König Totila schickte Pelagius vergeblich zu Verhandlungen nach Konstantinopel.
Am 11. April 548 verurteile Vigilius explizit die Drei Kapitel. Abermals reiste Pelagius in die Kaiserstadt, was vor dem Sommer 551 geschehen sein muss. Am 23. Dezember 551 flüchtete sich Vigilius in die Kirche der hl. Euphemia in Chalkedon, wohin auch Pelagius, Datius von Mailand und weitere Kleriker gelangten. Als Vigilius 553 das 2. Konzil von Konstantinopel eröffnete, war Pelagius immer noch an seiner Seite. Da Pelagius seinen Widerstand gegen die Verurteilung der Drei Kapitel nicht aufgeben wollte, wurde er auf kaiserlichen Befehl inhaftiert. In seiner Schrift In defensione Trium Capitulorum verteidigte er die Drei Kapitel nicht nur, sondern er griff den Bischof von Rom wegens seines Opportunismusses an. Als Vigilius im Sommer 555 starb, versuchte der Kaiser in Rom einen neuen Bischof zu installieren. Er schlug Pelagius vor. Dieser fand sich bereit, das Amt anzunehmen.
Er verurteilte nun die Drei Kapitel und segelte im Frühjahr 556 nach Rom, wo Narses die Macht innehatte. In dessen Gegenwart wurde Pelagius eingesetzt. Gegen die kanonischen Bestimmungen geschah dies nur in der Gegenwart zweier Bischöfe, nämlich derer von Ferentino und von Perugia, sowie eines Presbyters aus Ostia. In einem feierlichen Eid reinigte sich Pelagius von den Vorwürfen, doch schlug ihm außerhalb Roms weiterhin Widerstand entgegen.

## Amtsführung

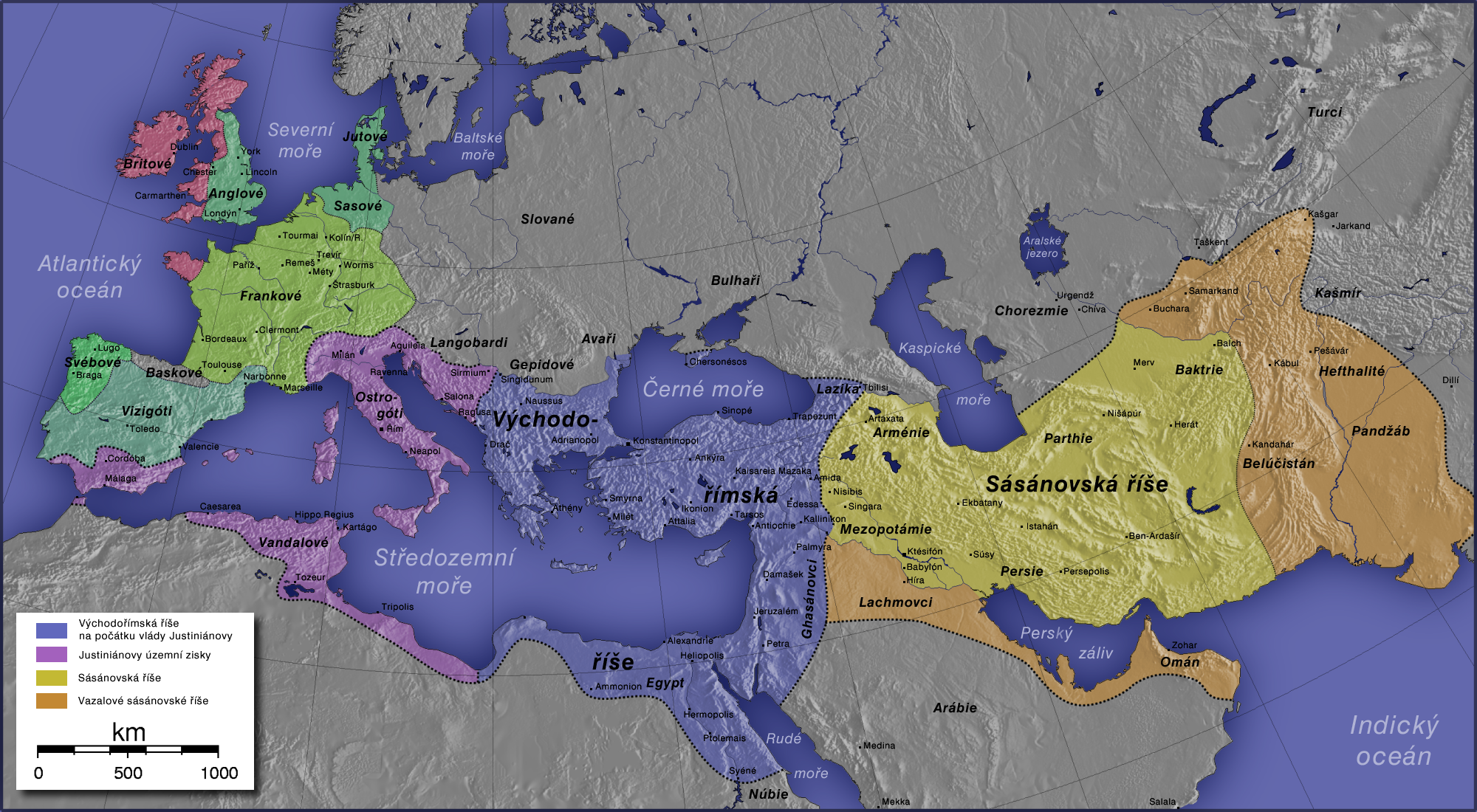
Die Expansion des Oströmischen Reiches unter Kaiser Justinian I. und des Perserreiches

Anfang Juli 556 setzte er Bischof Sapaudus von Arles von seiner Konsekration in Kenntnis. Dabei erfuhr er vom Misstrauen am fränkischen Hof gegen den neuen Bischof von Rom. Dort hielten sich Zweifel an seiner Rechtgläubigkeit. Rufinus, Gesandter des Königs, erwartete von Pelagius deutliche Versicherungen. Im Dezember desselben Jahres schrieb Pelagius nach Arles im Zusammenhang mit administrativen und disziplinarischen Fragen, König Childebert versicherte er seiner Rechtgläubigkeit. Dies bekräftigte er in weiteren Briefen. Seine Rolle im Streit in Konstantinopel rechtfertigte er gegenüber Sapaudus damit, dass er „incautus et ignarus“ gewesen sei. Auch in Italien gab es Vorbehalte, vor allem in der Toscana annonaria, wo sich einige Bischöfe weigerten, den Namen des römischen Bischofs in den Diptychen zu verzeichnen. Mit Schreiben in freundlichem Ton und mit Gesprächsangeboten konnte Pelagius mindestens sechs Bischöfe für sich gewinnen, zwei jedoch, Maximilianus und Terentius, hielten sich weiter fern. In einer eigenen Enzyklika, der fides sancti Pelagii papae, erläuterte er seine Glaubensgrundsätze. Starker Widerstand gegen die Verdammung der Drei Kapitel formierte sich um Mailand und Aquileia. Auxanus von Mailand und Macedonius von Aquileia verweigerten gar die Kommunion, doch Pelagius griff mindestens bis 558 nicht in die Verhältnisse in den Kirchen Oberitaliens ein.
Erst 559, mit dem Tod des Macedonius, kam es zum Streit. Sein Nachfolger Paulus, in Mailand konsekriert, erklärte öffentlich, warum die Bischöfe die Kommunion mit Pelagius verweigerten. Dieser wiederum wandte sich an den Kaiserhof, bei dem er seine Gegner als häretisch denunzierte und zu einer Intervention gegen sie aufforderte. Er nannte Paulus den „princeps“ der Häretiker. Von nun an setzte er nicht mehr auf Diskussion, sondern auf die politische Macht. Noch zu Jahresbeginn hatte er an Agnellus von Ravenna in großer Mäßigung geschrieben, im April verlangte er von ihm, keine Abweichler mehr zu dulden, stattdessen jeden zu verdammen, der sich nicht binnen zehn Tagen füge. Schließlich forderte er Narses dringend dazu auf, gegen Maximilianus und Terentius in der Toskana vorzugehen, genauso wie gegen Paulinus von Fossombrone, im „Picenum“. Im Februar 559 forderten einige Bischöfe der Provinz Venetia et Histria ein neues Konzil, wobei sie sich womöglich ebenfalls an die kaiserliche Autorität wandten. In einem Brief an den Patricius Johannes wehrte sich Pelagius dagegen, dieser wurde wiederum von Paulus von Aquileia exkommuniziert. Ein römischer Gesandter bei Johannes unter Vermittlung des Agnellus von Ravenna half ebenso wenig, wie der Versuch, gegen Paulus den anderen Patricius Valerianus zu mobilisieren.
Johannes versuchte die Kirchengemeinschaft zwischen Pelagius und dem Patriarchen von Aquileia wiederherzustellen, und er unterstützte die Forderung nach einem Konzil. In einem anmaßenden Brief an Valerianus verlangte Pelagius die Überführung der beiden gegnerischen Bischöfe nach Konstantinopel und ihre Verurteilung durch den Kaiser. Nach Venetia et Histria und nach Liguria sandte er einen römischen Presbyter namens Luminosus. Doch der Konflikt sollte weit über die Amtszeit des Pelagius hinaus weiterschwelen.
Außerhalb Italiens unterhielt Pelagius gute Beziehungen zu Eutychios von Konstantinopel, dem er 558/559 Reliquien des hl. Petrus übersandte. Spätestens 560 schrieb er einen Brief an den Präfekten von Africa, Boethius, in dem er sich über die Zustände in Italien nach 25 Kriegsjahren beklagte.
An Baumaßnahme ist innerhalb Roms nur die Basilica dei Ss. Apostoli überliefert, die unter seinem Nachfolger Johannes III. fertiggestellt wurde.
Pelagius starb am 2. März 561 und wurde in St. Peter „ante secretarium“ beigesetzt.

## Quellen

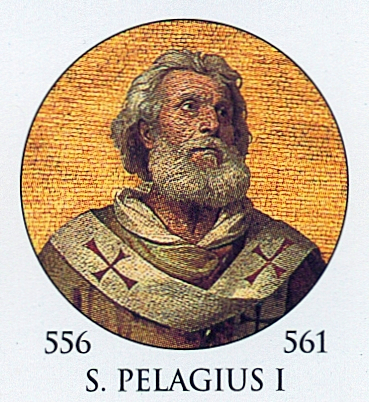
Pelagius I., Darstellung in der Basilika Sankt Paul vor den Mauern